# Beatragus
Beatragus é um gênero de bovídeo, da tribo Alcelaphini da subfamília Antilopinae. Inclui somente uma espécie, o hirola (Beatragus hunteri).